# Mako!mako
Mako!mako je bývalá česko-slovenská hudební skupina, známá jako finalista televizní soutěže Česko Slovensko má talent.

## Styl
Skupina je známá především svou melodickou svižnou hudbou. Skládá se ze čtyř členů, kteří využívají zpěv, kytary, baskytaru, housle, rap a beatbox. Zpívají v češtině, slovenštině, angličtině, ale třeba i ve francouzštině.

## Členové
Skupina vznikla v roce 2006. V letech 2010–2012 byla manažerkou Vendula Šrýtrová. V roce 2012 pak skupina oznámila svůj konec. Jejími členy byli:
- Kristína Šimegová – rodačka ze Slovenska, zpěvačka, vystudovala JAMU, obor muzikálové herectví
- Ondřej Havlík – rodák z Ústí nad Labem, znám také jako En.dru, zpěvák, raper, ve skupině doprovází s beatboxem, také vystudoval JAMU, moderoval pořady České televize, jako Za školu nebo Vertikal, je také součástí skupiny pořadu Na stojáka a působil také jako moderátor rozhlasové stanice Evropa 2
- Michal Procházka – rodák ze Zlína, hráč na baskytaru, vystudoval JAMU, původním povoláním učitel
- Peter Strenáčik – rodák ze Slovenska, zpěvák, kytarista, houslista, ve skupině doprovází s beatboxem, vystudoval JAMU. Aktuálně herec Karlínského divadla.

## Česko Slovensko má talent
Přestože kapela působila v té době na české i slovenské hudební scéně 4 roky, tak se v roce 2010 přihlásila do soutěže Česko Slovensko má talent, kterou společně organizovaly televize Prima a JOJ. Porotu i diváky nadchla tak, že prošla až do samotného finále, které proběhlo v listopadu 2010.

## Nejznámější skladby
- Euphory
- Dark Sky
- Cuba
- Bird
- Krčmička
- Taumata